# Cyanoramphus forbesi
Il parrocchetto delle Chatham (Cyanoramphus forbesi Rothschild, 1893) è un uccello della famiglia degli Psittaculidi, endemico delle Isole Chatham.

## Distribuzione
L'habitat originario dei parrocchetti delle Chatham erano le foreste di arbusti delle isole Chatham e Pitt. In seguito alla caccia, all'introduzione di gatti domestici e alla deforestazione, nel 1938, sulla più piccola delle isole Mangere il numero di questi animali era sceso a soli 100 esemplari, ma grazie ai rimboschimenti effettuati su Mangere il loro numero è di nuovo aumentato a varie centinaia. Tuttavia, rimangono tuttora confinati alle due isole Mangere.

### Alimentazione
I parrocchetti delle Chatham si nutrono soprattutto di invertebrati; ma mangiano anche fiori, semi e foglie.